# Coppa di Svizzera 2016-2017 (hockey su pista)
La Coppa di Svizzera 2016-2017 è stata la 59ª edizione della principale coppa nazionale svizzera di hockey su pista. Essa è stata organizzata dalla Federazione Svizzera di hockey su rotelle. La competizione ha avuto inizio il 3 settembre 2016 ed è terminato il 28 gennaio 2017.
Il trofeo è stato vinto dal Dornbirn per la 1ª volta nella sua storia.

## Risultati

### Primo turno
| Squadra 1        | Risultato | Squadra 2       |
| ---------------- | --------- | --------------- |
| 3 settembre 2016 |           |                 |
| Jet Ginevra      | 5 - 4     | Münsingen Wölfe |

### Ottavi di finale
| Squadra 1      | Risultato   | Squadra 2      |
| -------------- | ----------- | -------------- |
| 6 ottobre 2016 |             |                |
| Diessbach      | 5 - 1       | Weil           |
| 8 ottobre 2016 |             |                |
| Biasca         | 5 - 4 (dtr) | Montreux       |
| Ginevra        | 5 - 3       | Wimmis         |
| Jet Ginevra    | 5 - 6       | Thunerstern    |
| Pully          | 2 - 7       | Gipf-Oberfrick |
| Uttigen Devils | 2 - 8       | Uri            |
| Vordemwald     | 1 - 3       | Dornbirn       |
| Wolfurt        | 3 - 8       | Uttigen        |

### Quarti di finale
| Squadra 1        | Risultato   | Squadra 2 |
| ---------------- | ----------- | --------- |
| 20 novembre 2016 |             |           |
| Gipf-Oberfrick   | 4 - 10      | Ginevra   |
| 4 dicembre 2016  |             |           |
| Biasca           | 4 - 5 (dtr) | Uri       |
| Dornbirn         | 4 - 2       | Diessbach |
| Thunerstern      | 7 - 6 (dtr) | Uttigen   |

### Final Four
Le Final Four della manifestazione si sono disputate nei giorni 27 e 28 gennaio 2017 presso la Seedorf Rollhockeyhalle a Seedorf.

#### Tabellone
|  | Semifinali  | Semifinali  | Semifinali |         |          | Finale   | Finale | Finale |  |
|  |             |             |            |         |          |          |        |        |  |
|  | Dornbirn    | Dornbirn    | 4          |         |          |          |        |        |  |
|  | Dornbirn    | Dornbirn    | 4          |         |          |          |        |        |  |
|  | Uri         | Uri         | 3          |         |          |          |        |        |  |
|  | Uri         | Uri         | 3          |         | Dornbirn | Dornbirn | 6      |        |  |
|  |             |             |            |         | Dornbirn | Dornbirn | 6      |        |  |
|  |             |             | Ginevra    | Ginevra | 5        |          |        |        |  |
|  | Thunerstern | Thunerstern | Ginevra    | Ginevra | 5        | 2        |        |        |  |
|  | Thunerstern | Thunerstern |            |         |          |          |        |        |  |
|  | Ginevra     | Ginevra     | 7          |         |          |          |        |        |  |

#### Semifinali
| Arbitri: | Eggimann Roland Lewis Mark |

|                                                           |           |                                              |
| Hagspiel 15:48’ 39:58’ Kaul 43:52’ Gomez del Torno 60:00’ | Marcatori | 3:59’ Imhof 12:39’ Von Allmen 20:59’ Greimel |

| Arbitri: | Kennel Marco Schuler Lukas |

|                                 |           |                                                                                         |
| Rettenmund 32:25’ Wagner 40:56’ | Marcatori | 6:43’ 13:07’ 34:33’ Garcia Mendez 7:50’ Simons 11:25’ 12:02’ Jimenez 40:24’ Von Däniken |

#### Finale
| Arbitri: | Schneider Johannes Graber Thomas |

|                                                                              |           |                                                                      |
| Gomez del Torno 4:42’ 38:14’ 60:00’ Sahler 21:28’ Brunner 45:15’ Kaul 48:17’ | Marcatori | 8:20’ Garcia Mendez 20:26’ 40:10’ Waridel 29:07’ Simons 37:00’ Silva |

## Campioni
| Vincitore Coppa di Svizzera 2016-2017 |
| ------------------------------------- |
| Dornbirn 1º titolo                    |